# Petit Trianon (Brasil)

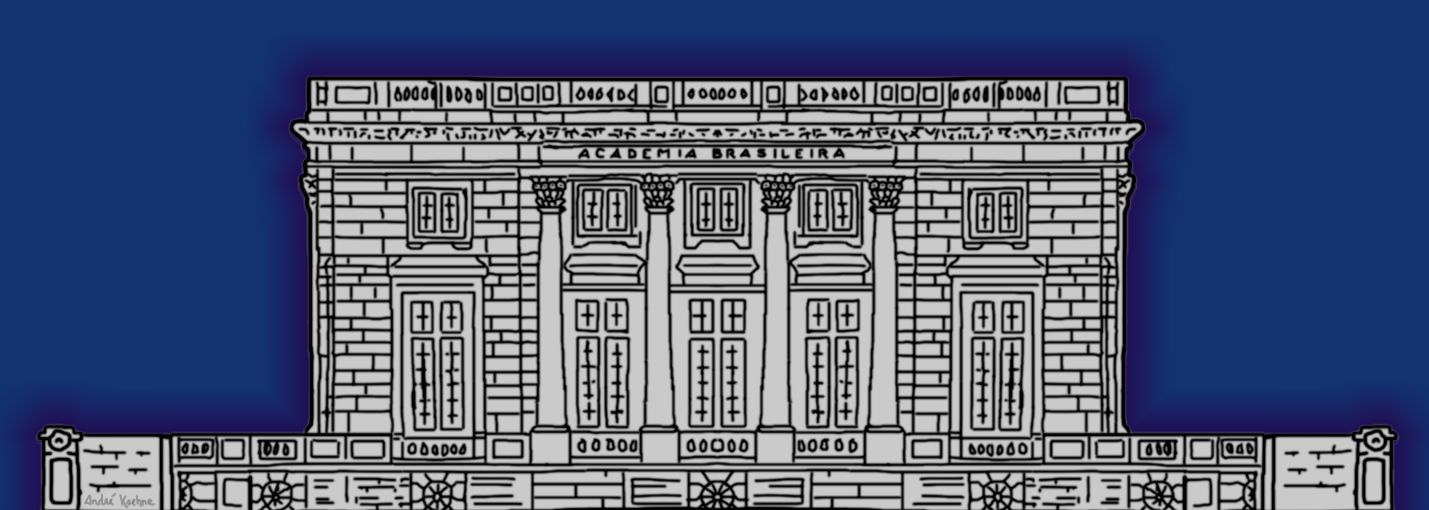
Planta da frontaria.

O Petit Trianon do Brasil é um palacete doado pelo governo da França para sediar a Academia Brasileira de Letras.

## História
Em 1923, na gestão Afrânio Peixoto e do então embaixador da França, Raymond Conty, o governo francês doou à Academia o prédio do Pavilhão Francês, edificado para a Exposição do Centenário da Independência do Brasil, uma réplica do Petit Trianon de Versalhes, erguido pelo arquiteto Ange-Jacques Gabriel, entre 1762 e 1768.
Essas instalações encontram-se tombadas pelo Instituto Estadual do Patrimônio Cultural (INEPAC), da Secretaria Municipal de Cultura do Rio de Janeiro, desde 9 de novembro de 1987. Os seus salões funcionam até aos dias de hoje abrigando as reuniões regulares, as sessões solenes comemorativas, as sessões de posse dos novos acadêmicos, assim como para o tradicional chá das quintas-feiras. Podem ser conhecidas pelo público em visitas guiadas ou em programas culturais como concertos de música de câmara, lançamento de livros dos membros, ciclos de conferências e peças de teatro.

## Compartimentos interiores
No primeiro pavimento do edifício, no Saguão, destaca-se o piso de mármore decorado, um lustre de cristal francês, um grande vaso branco de porcelana de Sèvres e quatro baixos-relevos em pedra de coade ingleses. Entre as demais dependências, ressaltam-se:
- o Salão Nobre, onde ocorrem as sessões solenes;
- o Salão Francês, onde o novo membro, tradicionalmente, permanece sozinho, em reflexão;
- a Sala Francisco Alves, onde destaca-se uma pintura a óleo sobre tela, da autoria de Rodolfo Amoedo, retratando um coletivo de escritores e intelectuais do século XIX;
- a Sala dos Fundadores, decorada com mobiliário de época e pinturas de Cândido Portinari;
- a Sala Machado de Assis, decorada com a escrivaninha, livros e objetos pessoais do escritor, com destaque para um retrato dele, de autoria de Henrique Bernardelli;
- a Sala dos Poetas Românticos tem como destaque os bustos em bronze de Castro Alves, Fagundes Varela, Gonçalves Dias, Casimiro de Abreu e Álvares de Azevedo, de autoria de Rodolfo Bernardelli.

No segundo pavimento encontra-se a Sala de Chá, onde os acadêmicos se encontram, às quintas-feiras, antes da Sessão Plenária, a Sala de Sessões e a Biblioteca. Esta última atende aos acadêmicos e a pesquisadores, com destaque para a coleção de Manuel Bandeira.